# Джалман-Аратук
Джалман-Аратук (укр. Джалман-Аратук, крымскотат. Colman Aratuq, Джолман Аратукъ) — исчезнувшее село в Симферопольском районе Крыма. Находилось по левой стороне долины Салгира в верховье реки Аратук (в балке Джалманская), примерно в 2,2 км к юго-востоку от современного села Константиновка.

## История
Впервые в доступных источниках селение встречается в Камеральном Описании Крыма… 1784 года записан Джолман Харатук Салгирского кадылык Акмечетского каймаканства. После присоединения Крыма к России (8) 19 апреля 1783 года, (8) 19 февраля 1784 года, именным указом Екатерины II сенату, на территории бывшего Крымского Ханства была образована Таврическая область и деревня была приписана к Симферопольскому уезду. После Павловских реформ, с 1796 по 1802 год, входила в Акмечетский уезд Новороссийской губернии. По новому административному делению, после создания 8 (20) октября 1802 года Таврической губернии, Джалман-Аратук был включён в состав Эскиординской волости Симферопольского уезда.
В Ведомости о всех селениях в Симферопольском уезде состоящих с показанием в которой волости сколько числом дворов и душ… от 9 октября 1805 года записан Джолман-Аратук, в котором числилось 26 дворов и 162 жителя, исключительно крымских татар. На военно-топографической карте генерал-майора Мухина 1817 года Беюк Аратук обозначен с 21 двором. После реформы волостного деления 1829 года Джолман-Аратук, согласно «Ведомости о казённых волостях Таврической губернии 1829 года», остался в составе преобразованной Эскиординской волости. На карте 1836 года в деревне Биюк Джалман Аратук 50 дворов, как и на карте 1842 года.
В 1860-х годах, после земской реформы Александра II, деревню приписали к Сарабузской волости. В «Списке населённых мест Таврической губернии по сведениям 1864 года», составленном по результатам VIII ревизии 1864 года, Джолман-Аратук — общинная татарская деревня с 10 дворами, 70 жителями и мечетью при источникѣ безъименномъ. По обследованиям профессора А. Н. Козловского начала 1860-х годов, в селении имелись колодцы с пресной водой глубиной до 5 сажени, а также жители пользовались водой из многочисленных родников. На трёхверстовой карте 1865—1876 года в деревне Биюк-Джолман-Аратук 23 двора — деревню начали заселять Понтийские греки. В «Памятной книге Таврической губернии 1889 года» по результатам Х ревизии 1887 года Джалман-Аратук, уже Сарабузской волости, записан с 23 дворами и 138 жителями.
После земской реформы 1890-х годов деревню передали в состав новой Подгородне-Петровской волости. По «…Памятной книжке Таврической губернии на 1892 год» в деревне Джолман-Аратук, входившей Подгородне-Петровское сельское общество, числилось 93 жителя в 22 домохозяйствах. На верстовой карте 1892 года в Джолман-Аратуке обозначено 27 дворов с русско-греческим населением. По «…Памятной книжке Таврической губернии на 1902 год» в деревне Джалман-Аратук, входившей в Подгородне-Петровское сельское общество, числилось 163 жителя в 23 домохозяйствах. По Статистическому справочнику Таврической губернии. Ч.II-я. Статистический очерк, выпуск шестой Симферопольский уезд, 1915 год, в деревне Джалман-Аратук Подгородне-Петровской волости Симферопольского уезда числилось 12 дворов со смешанным населением без приписных жителей, но с 73 — «посторонними», из которых 36 мужчин и 37 женщин. Жители землёй не владели, в хозяйствах имелось 16 лошадей и 10 коров.
После установления в Крыму Советской власти, по постановлению Крымревкома от 8 января 1921 года была упразднена волостная система и село включили в состав вновь созданного Подгородне-Петровского района Симферопольского уезда, а в 1922 году уезды получили название округов. 11 октября 1923 года, согласно постановлению ВЦИК, в административное деление Крымской АССР были внесены изменения, в результате которых был ликвидирован Подгородне-Петровский район и образован Симферопольский и село включили в его состав. Согласно Списку населённых пунктов Крымской АССР по Всесоюзной переписи 17 декабря 1926 года, в селе Джалман-Аратук, Джалман-Кильбурунского сельсовета (к 1940 году преобразованному в Джалманский) Симферопольского района, числилось 23 двора, все крестьянские, население составляло 98 человек, из них 59 русских, 17 греков, 10 украинцев, 11 татар, 1 армянин. В последний раз в доступных исторических документах Джалман-Аратук встречается на карте 1942 года.

## Динамика численности населения
| - 1805 год — 162 чел. - 1864 год — 70 чел. - 1889 год — 138 чел. - 1892 год — 93 чел. | - 1900 год — 163 чел. - 1915 год — 0/73 чел. - 1926 год — 98 чел. |